# Shannonomyia (Shannonomyia) barilochensis
Shannonomyia (Shannonomyia) barilochensis is een tweevleugelige uit de familie steltmuggen (Limoniidae). De soort komt voor in het Neotropisch gebied.